# NGC 3000
NGC 3000由位於大熊座的兩顆恆星組成。
法國天文學家讓·瑪里·愛德華·史提芬於1882年3月20日記錄了這兩顆恆星的位置。